# Церемонія відкриття зимових Олімпійських ігор 2018

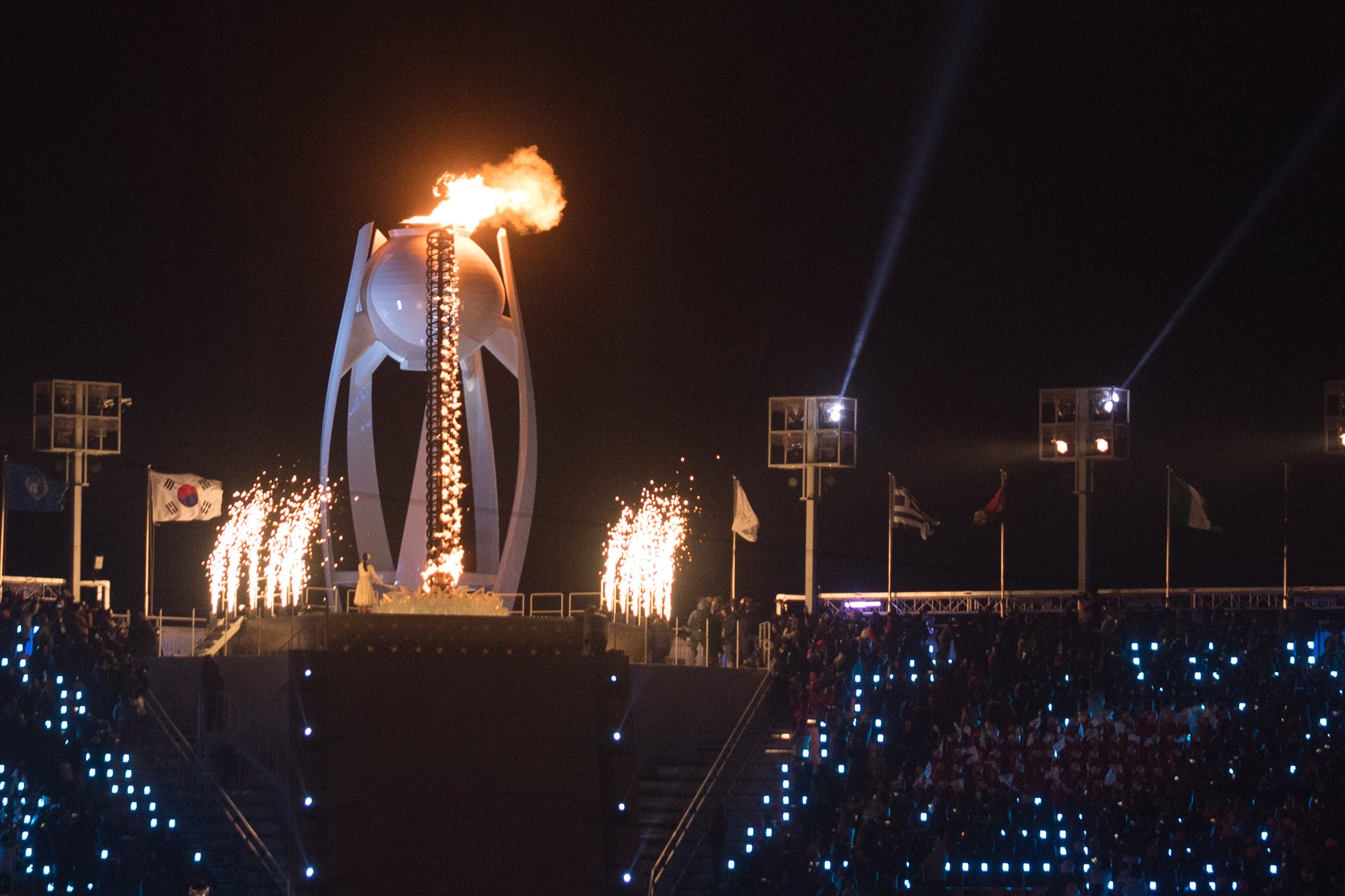

Церемонія відкриття XXIII зимових Олімпійських ігор відбулася на Олімпійському стадіоні у місті Пхьончхан у Південній Кореї 9 лютого 2018 року.

## Церемонія
Церемонія відкриття XXIII зимових Олімпійських відбувалася за присутності 30 тисяч глядачів на стадіоні, трансляція велась на понад 200 країн світу. Під час церемонії були задіяні понад 1200 дронів та кількох тисяч волонтерів.

### Парад націй
В зимових Олімпійських іграх 2018 року беруть участь атлети з 92 країн. За традицію першими з них на Олімпійський стадіон вийшли спортсмени з Греції, надалі делегації країн йшли в алфавітному порядку відповідно до корейського письма. Також за традицією парад націй завершували господарі ігор, яка складалася не тільки з південнокорейських атлетів, але й з північнокорейських.
Об'єднана корейська делегація дефілювала під спільним прапором із зображенням Корейського півострова, який на відміну від усіх інших команд несли двоє спортсменів — північнокорейська хокеїстка Хван Чун Кум та південнокорейський бобслеїст Вон Юн Чжон. Попри спільну делегацію спортсмени Північної та Південної Кореї під час Олімпіади змагатимуться під прапорами своїх країн за винятком жіночого хокейного турніру, де виступатиме об'єднана корейська команда.
Для олімпійських команд Еквадора, Еритреї, Косова, Малайзії, Нігерії та Сінгапура зимові ігри 2018 року стануть першими в історії.

## Іноземні делегації
Відкриття зимових Олімпійськиї ігор 2018 року відвідали офіційні делегації та лідери країн. Зокрема на церемонії були присутні віце-президент США Майк Пенс, президент Франції Еммануель Макрон, президент Німеччини Франк-Вальтер Штайнмаєр, президент Польщі Анджей Дуда, президент Швейцарії Ален Берсе, президент Словаччини Андрей Кіска, король Віллем-Олександр та прем'єр-міністр Нідерландів Марк Рютте, прем'єр-міністр Японії Сіндзо Абе, голова політбюро Комуністичної партії КНР Хань Чжень, голова Президії Верховної Народної Ради КНДР Кім Йон Нам.